# TP53I11
TP53I11 (англ. Tumor protein p53 inducible protein 11) – білок, який кодується однойменним геном, розташованим у людей на короткому плечі 11-ї хромосоми. Довжина поліпептидного ланцюга білка становить 189 амінокислот, а молекулярна маса — 21 054.
| 10         |  | 20         |  | 30         |  | 40         |  | 50         |
| ---------- |  | ---------- |  | ---------- |  | ---------- |  | ---------- |
| MAAKQPPPLM |  | KKHSQTDLVS |  | RLKTRKILGV |  | GGEDDDGEVH |  | RSKISQVLGN |
| EIKFTIREPL |  | GLRVWQFVSA |  | VLFSGIAIMA |  | LAFPDQLYDA |  | VFDGAQVTSK |
| TPIRLYGGAL |  | LSISLIMWNA |  | LYTAEKVIIR |  | WTLLTEACYF |  | GVQFLVVTAT |
| LAETGLMSLG |  | ILLLLVSRLL |  | FVVISIYYYY |  | QVGRRPKKA  |  |            |

A: Аланін

C: Цистеїн

D: Аспарагінова кислота

E: Глутамінова кислота

F: Фенілаланін

G: Гліцин

H: Гістидин

I: Ізолейцин

K: Лізин

L: Лейцин

M: Метіонін

N: Аспарагін

P: Пролін

Q: Глутамін

R: Аргінін

S: Серин

T: Треонін

V: Валін

W: Триптофан

Кодований геном білок за функцією належить до фосфопротеїнів. 
Локалізований у мембрані.